# 마저리 예이츠
마저리 예이츠(영어: Marjorie Yates, 1941년 4월 13일 ~ )는 잉글랜드의 배우로, 드라마 《셰임리스》의 캐럴 피셔 역으로 알려져 있다.

## 주연
- 2010년: 엣지
- 1992년: 롱 데이 클로즈

## 조연&단역
- 2003년: 아들과 연인(조연)
- 2000년: 닥터스(단역)
- 1992년: 하트비트(단역)
- 1986년: 악마의 저주(조연)
- 1985년: 웨더바이(조연)
- 1984년: 더 빌(단역)
- 1982년: 윌터(조연)
- 1977년: 글리터볼(조연)
- 1975년: 늑대인간의 전설(조연)
- 1974년: 스타더스트(단역)